# Reichspräsident-Friedrich-Ebert-Gedenkstätte

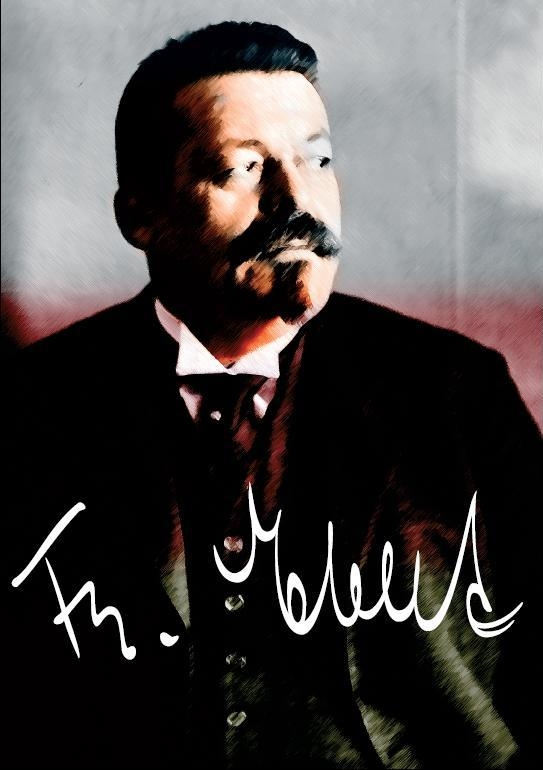
Das Logo der Reichspräsident-Friedrich-Ebert-Gedenkstätte

Die Reichspräsident-Friedrich-Ebert-Gedenkstätte in Heidelberg ist Sitz der Stiftung Reichspräsident Friedrich Ebert Gedenkstätte und dient ihr zugleich als Ort für zahlreiche Veranstaltungen. Die Gedenkstätte erinnert an den 1871 dort geborenen ersten Reichspräsidenten der Weimarer Republik.
Die durch ein vom Deutschen Bundestag im Dezember 1986 verabschiedetes Gesetz begründete bundesunmittelbare, überparteiliche Stiftung öffentlichen Rechts gehört zu den sieben sogenannten Politikergedenkstiftungen in Deutschland. Sie nahm 1989, 70 Jahre nach der Wahl Friedrich Eberts zum Reichspräsidenten, ihre Arbeit auf. Nach dem Bundesgesetz lautet die Aufgabe der Stiftung, „das Andenken an das Wirken des ersten deutschen Reichspräsidenten Friedrich Ebert zu wahren und einen Beitrag zum Verständnis der deutschen Geschichte seiner Zeit zu leisten“.

## Das Friedrich-Ebert-Haus in Heidelberg

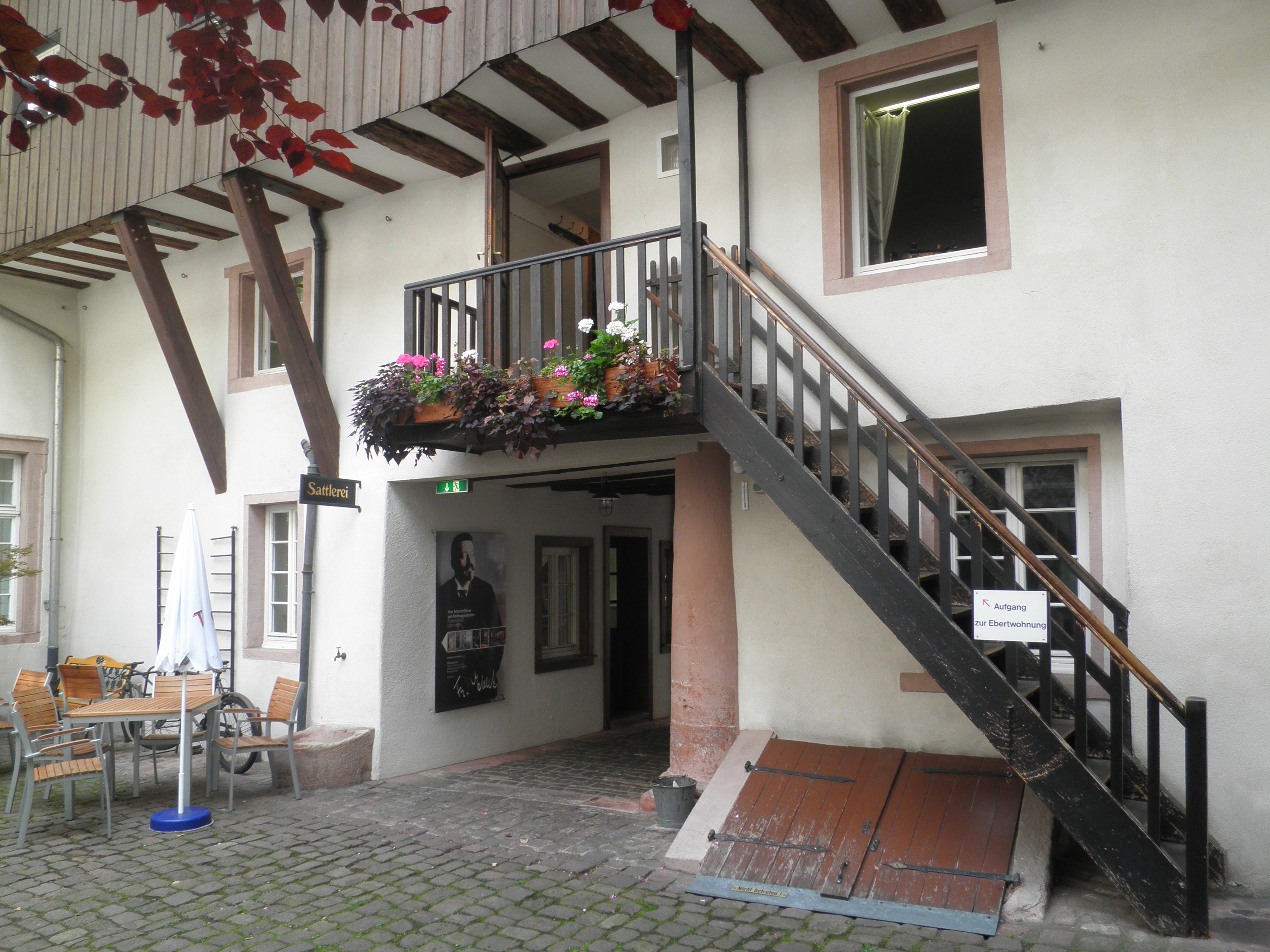
Die über der Hofeinfahrt gelegene Geburtswohnung von Friedrich Ebert

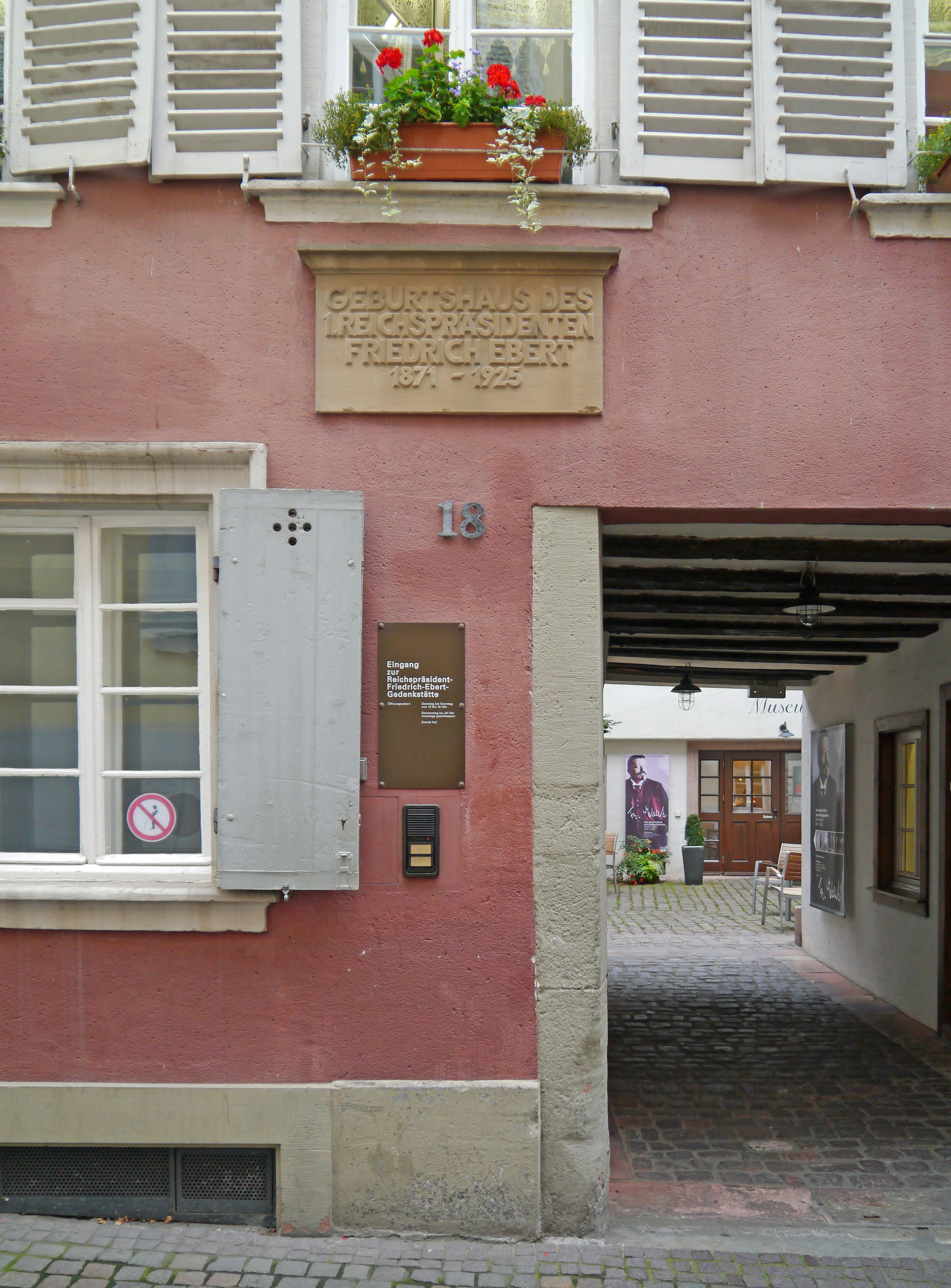
Zugang von der Pfaffengasse (2012)

Sitz der Stiftung ist die Geburtsstätte des ersten Reichspräsidenten in der Heidelberger Pfaffengasse 18, wo sie das denkmalgeschützte Friedrich-Ebert-Haus unterhält. Im Zentrum des Hauses liegt die nur 46 m² große Wohnung, in der Friedrich Ebert am 4. Februar 1871, fast zeitgleich mit der Gründung des Deutschen Reiches, als siebtes von neun Kindern des Schneiders Karl Ebert und seiner Frau Katharina geboren wird. Mit seinen Eltern und fünf Geschwistern (drei weitere sterben im Kleinkindalter) verbringt er hier Kindheit und Jugend. Die Wohnung, damals auch Arbeitsstätte seines Vaters, kann heute nicht mehr so präsentiert werden, wie sie zu Eberts Zeit gewesen ist. Fotos von Arbeiterwohnungen im Kaiserreich geben jedoch Einblick in das Milieu, in dem auch der Sohn eines kleinen Handwerkers aufwächst.
Daneben zeichnet die 2007 neu gestaltete Dauerausstellung „Vom Arbeiterführer zum Reichspräsidenten – Friedrich Ebert (1871–1925)“ den Weg des sozialdemokratischen Parteiführers an die Spitze der ersten deutschen Demokratie nach, eingebettet in die Geschichte seiner Zeit. Im Haus befindet sich außerdem eine öffentliche Bibliothek mit mehr als 8.000 Büchern und Broschüren, deren Schwerpunkt auf der Geschichte der deutschen Arbeiterbewegung und allgemein der Zeit Friedrich Eberts liegt. Besonders wertvoll sind seltene Flug- und Denkschriften. Zudem sammelt die Gedenkstätte Dokumente zu Friedrich Ebert und seiner Zeit. Weil der Nachlass Friedrich Eberts im Zweiten Weltkrieg im Bombenkrieg vernichtet wurde, sind nur wenige Schriftstücke von ihm überliefert. Neben etwa 60 Ebert-Briefen und einigen wenigen Gegenständen aus seinem persönlichen Besitz verfügt die Stiftung über eine Fotosammlung und einen Bestand von Originalplakaten und Zeitungen aus seiner Zeit.
Mit einem vielschichtigen Veranstaltungsangebot hat sich das Haus als ein Erinnerungs- und Lernort deutscher Demokratiegeschichte etabliert. Das zeigt sich in einer stetig wachsenden Zahl von Besuchern, in der Forschungs- und Publikationstätigkeit sowie in der Vielzahl und Bandbreite ihrer politisch-historischen Bildungsaktivitäten, vor allem mit Schülerinnen und Schülern. Die Besucherzahlen der Gedenkstätte bewegen sich bei 60.000 pro Jahr. 2008 wurde die Grenze von einer Million Besuchern überschritten.

## Geschichte der Gedenkstätte

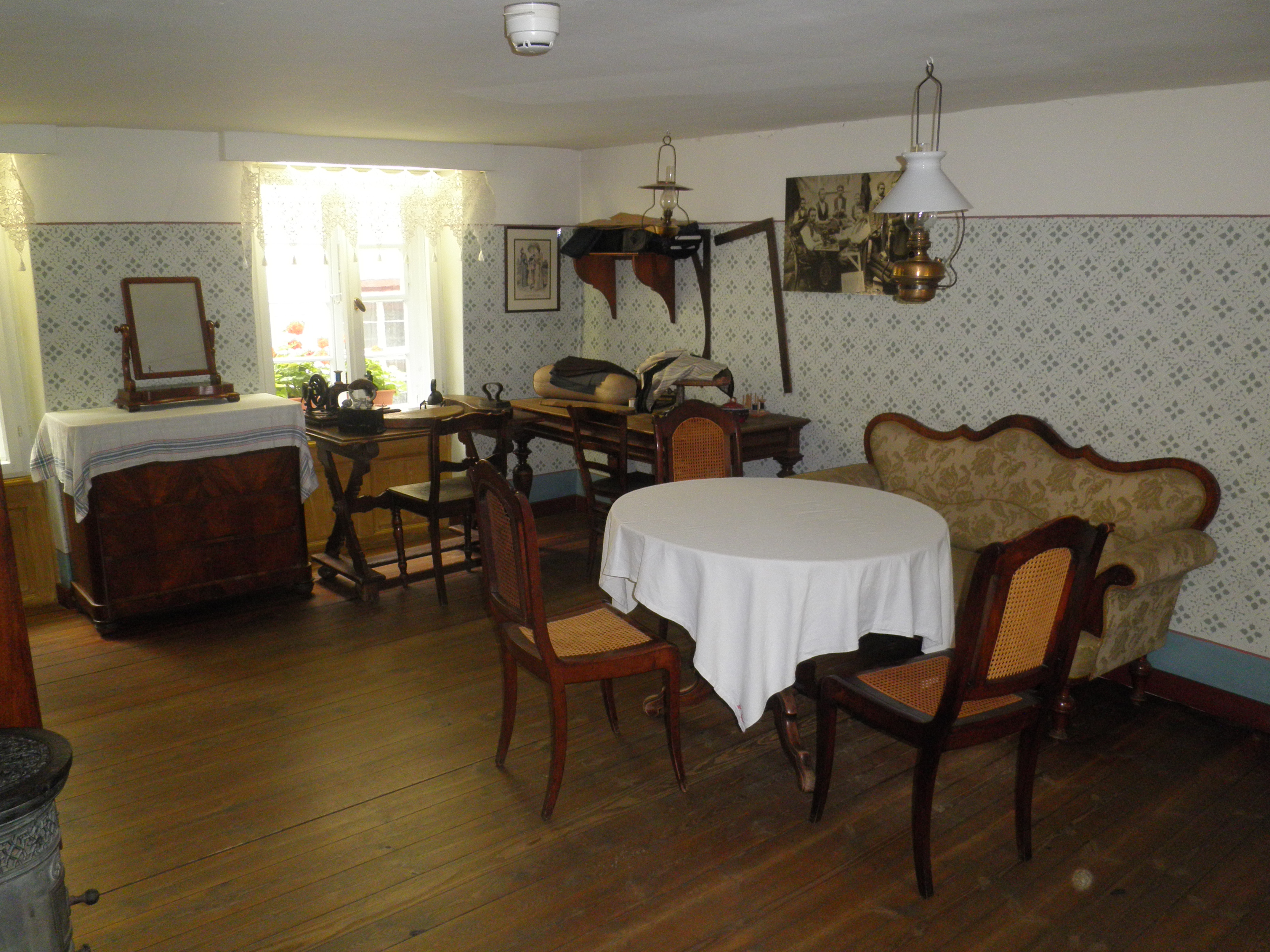
Wohnzimmer der Geburtswohnung von Friedrich Ebert

Am 7. Mai 1962 wurde in der Geburtswohnung auf Initiative der Stadt Heidelberg und der Friedrich-Ebert-Stiftung eine Erinnerungsstätte errichtet. Der Anstoß dazu kam schon im Jahr 1960 von Alfred Nau, dem damaligen, stellvertretenden Vorsitzenden der Friedrich-Ebert-Stiftung. 1984 kaufte die Stadt Heidelberg für 1,35 Millionen Mark das gesamte Anwesen rund um die Wohnung. Damit war die Möglichkeit zu einer Vergrößerung der Ausstellung gegeben. 1986 wurde ein Verein ins Leben gerufen, der eine Dauerausstellung entwickeln sollte und die Sanierungsmaßnahmen koordinierte. Nachdem mit Bundesgesetz vom Dezember 1986 eine Stiftung des öffentlichen Rechts ins Leben gerufen worden war, trat diese in die Verantwortung. Erster Vorsitzender des Stiftungskuratoriums war der spätere Bundespräsident Johannes Rau, der – seinerzeit noch Ministerpräsident von Nordrhein-Westfalen – am 11. Februar 1989, dem 70. Jahrestag der Wahl Friedrich Eberts zum Reichspräsidenten, die Rede zur feierlichen Eröffnung der Gedenkstätte hielt, als die Ausstellung „Friedrich Ebert – Sein Leben, sein Werk, seine Zeit“ der Öffentlichkeit übergeben wurde.
1996 konnte ein Erweiterungsbau seiner Bestimmung übergeben werden; damit verfügt die Stiftung über ausreichend Platz für Sonderausstellungen, Seminare und Tagungen zur politischen Bildung. Die erste Ausstellung wurde Juli 2007 durch die gegenwärtige Dauerausstellung mit dem Titel „Vom Arbeiterführer zum Reichspräsidenten – Friedrich Ebert (1871–1925)“ ersetzt, die mit neuen Inhalten und in neuen Präsentationsformen den Weg Eberts nachzeichnet.

## Die „Stiftung Reichspräsident-Friedrich-Ebert-Gedenkstätte“

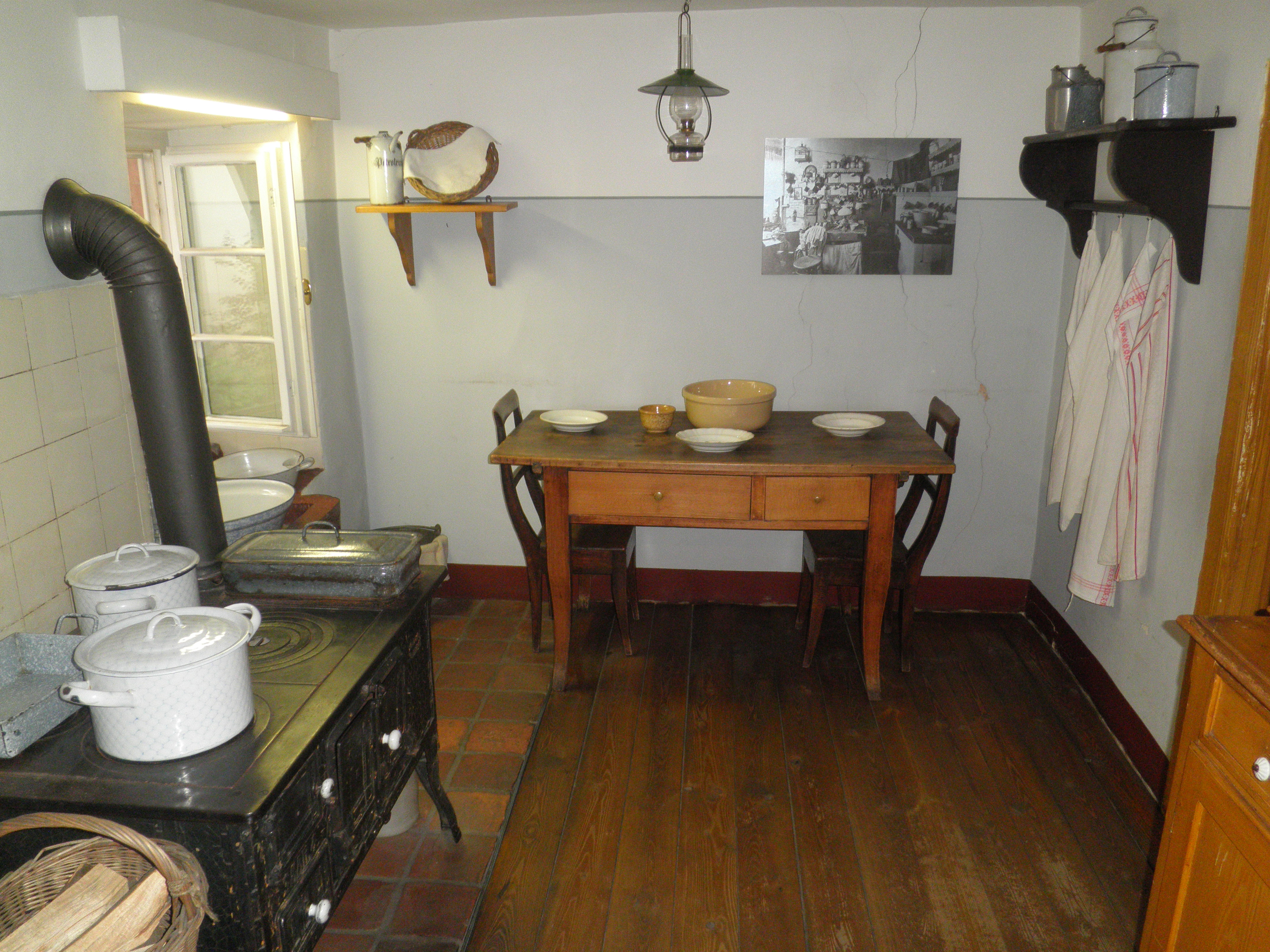
Küche in der Geburtswohnung von Friedrich Ebert

Das Ebert-Haus wird von der „Stiftung Reichspräsident-Friedrich-Ebert-Gedenkstätte“ getragen, die aus Kuratorium und Vorstand besteht. Das Kuratorium (Vorsitzende: Andrea Nahles, Bundesministerin a. D.) entscheidet insbesondere über Bestellung und Abberufung des Vorstands sowie die Schwerpunkte der Stiftungsarbeit. Der Vorstand (Vorsitzender: Günter Schmitteckert), vom Kuratorium für vier Jahre berufen, leitet die Stiftung. Die Wahrnehmung der laufenden Angelegenheiten obliegt dem Geschäftsführer (Bernd Braun) der zugleich Mitglied des Vorstands ist. Der ehrenamtlich tätige wissenschaftliche Beirat aus 15 Mitgliedern (Vorsitzender; Christoph Cornelißen, Universität Frankfurt am Main) steht den Gremien in wissenschaftlichen Fragen beratend zur Seite.
Neben der Unterhaltung des Geburtshauses von Friedrich Ebert betreibt und fördert die Stiftung Forschungen über den ersten Reichspräsidenten und seine Zeit. Die Ergebnisse der Forschung und der von der Stiftung veranstalteten Tagungen werden in der „Wissenschaftlichen Schriftenreihe“ und der Reihe „Kleine Schriften“ veröffentlicht. Außerdem reisen drei Wanderausstellungen der Stiftung durch die Lande:
- Friedrich Ebert 1871–1925 – Vom Sattlergesellen zum Staatsoberhaupt[4]
- Die Reichskanzler der Weimarer Republik – Zwölf Lebensläufe in Bildern[5]
- Darüber lacht die Republik – Friedrich Ebert und ‚seine Reichskanzler‘ in der Karikatur[6]

## Ein Rundgang durch die Dauerausstellung

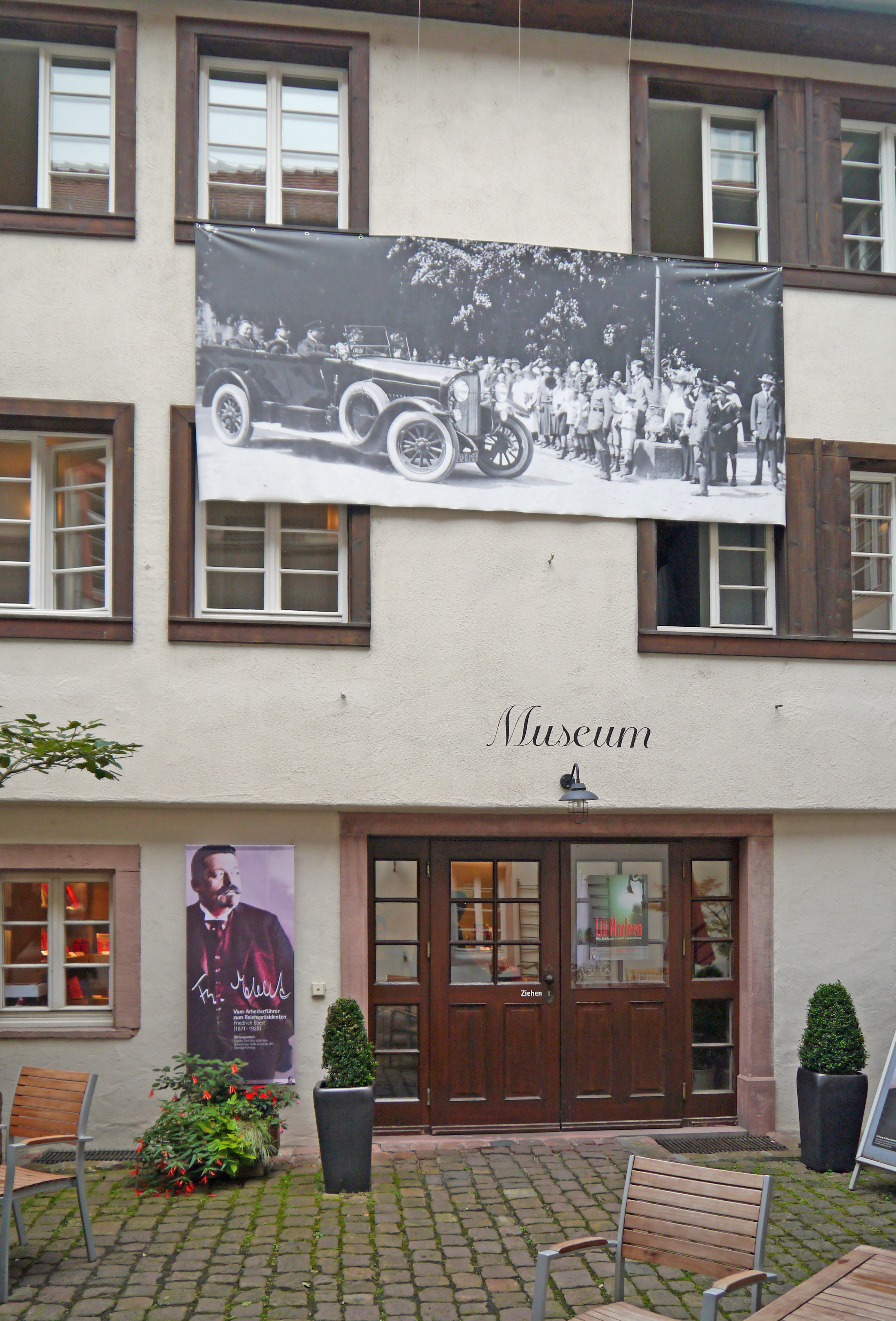
Museum (2012) Eingang im Hinterhaus

Die 2007 eröffnete neue ständige Ausstellung „Vom Arbeiterführer zum Reichspräsidenten – Friedrich Ebert (1871–1925)“, die den Weg Friedrichs Eberts in das höchste Staatsamt präsentiert, ermöglicht aus biographischer Perspektive die Auseinandersetzung mit der deutschen Geschichte vom Kaiserreich bis zur Weimarer Republik. Die Ausstellung erstreckt sich über zehn Räume. In abwechslungsreicher Gestaltung bettet sie den Weg des Heidelberger Schneidersohnes von Kindheit und Jugend bis in das höchste Staatsamt in die Geschichte seiner Zeit ein, die von Umbrüchen und Verwerfungen gekennzeichnet ist.

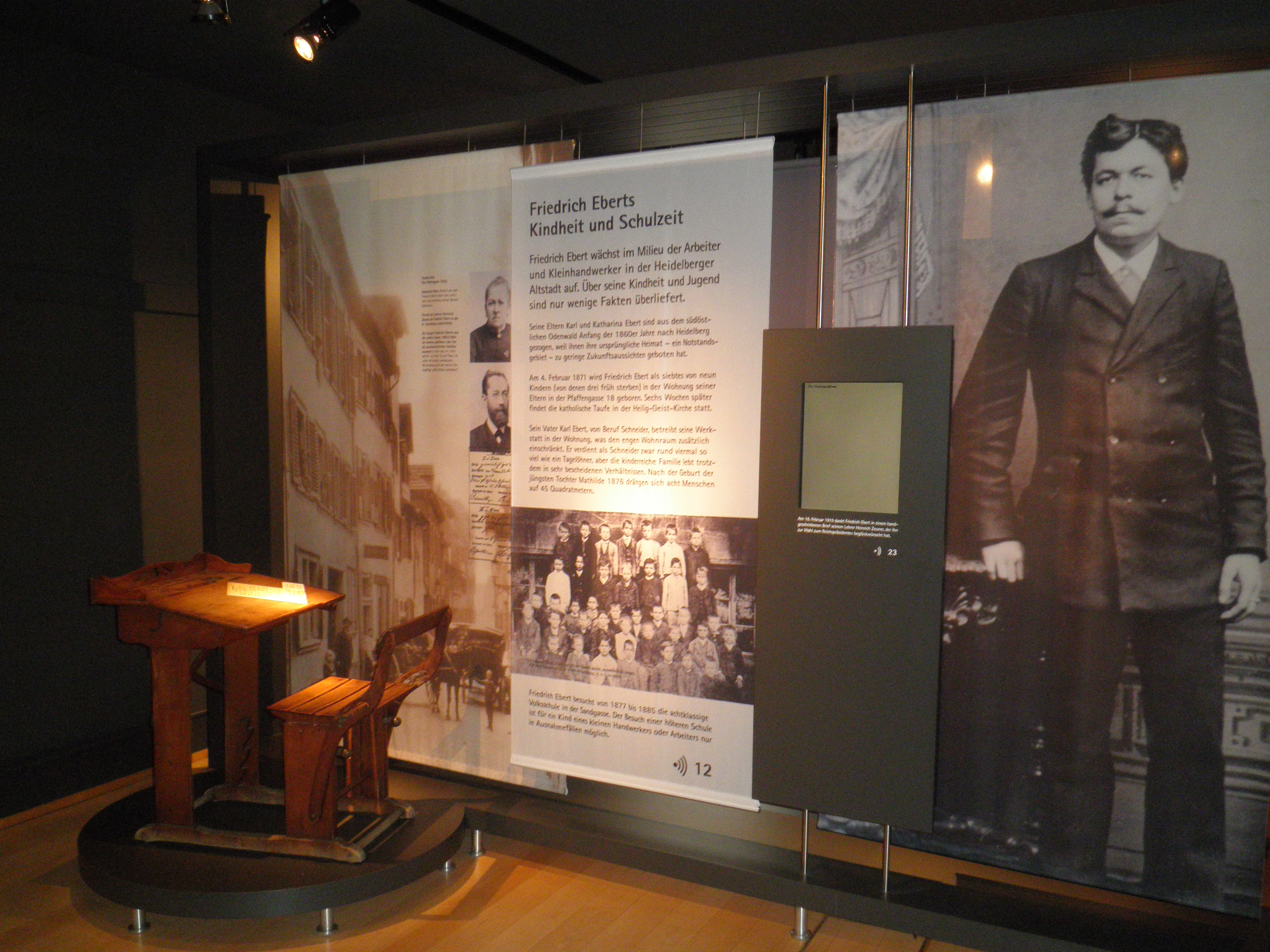
Blick in die Ausstellung: Raum 1

RAUM 1 widmet sich Kindheit und Jugend von Friedrich Ebert, der sich auf Wanderschaft (1889–1891) der sozialdemokratischen Bewegung anschließt. Obwohl im Kaiserreich gesellschaftlich geächtet und zeitweise über ein Ausnahmegesetz unterdrückt, verzeichnet die Sozialdemokratie, die Partei der sozial Benachteiligten und der politisch Diskriminierten, einen stetigen Aufstieg. Hier findet der Sattlergeselle seine politische Heimat.
In seinen Bremer Jahren (1891–1905), dargestellt in RAUM 2 und 3, steigt Friedrich Ebert von einem eifrigen Werber für die Arbeiterbewegung zu einem ihrer führenden Repräsentanten auf. Seit 1894 mit der Fabrikarbeiterin Louise Rump verheiratet – aus der Ehe gehen fünf Kinder hervor –, entwickelt sich der ehrenamtlich tätige Funktionär durch Selbststudium zu einem sozialpolitischen Fachmann, der dem kaiserlichen Klassenstaat politische und soziale Reformen Zug um Zug abringen will. RAUM 4 umfasst die Jahre Eberts in der Führungsmannschaft der SPD: 1905 in den Vorstand und 1913 zu einem der beiden Parteivorsitzenden gewählt, erweist sich Friedrich Ebert als fähiger Organisator der SPD, die bis zum Ersten Weltkrieg zu einer Massenpartei mit über einer Million Mitgliedern aufsteigt und ab 1912 die stärkste Fraktion im Reichstag stellt. Doch im unvollendeten Verfassungsstaat bleibt sie die ausgegrenzte und von der Macht ferngehaltene Partei der „vaterlandslosen Gesellen“.
Das ändert sich im Ersten Weltkrieg, der in RAUM 5 in einem „Schützengraben“ versinnbildlicht wird. Im Krieg verfolgt Friedrich Ebert eine Politik des „Burgfriedens“, mit der die SPD auf Opposition gegen den Staat weitgehend verzichtet. Sein Kampf um die Einheit der Partei ist vergeblich. Die gegen diese Stillhaltepolitik eingestellte Minderheit spaltet sich 1917 ab. 1917 ist zudem ein persönliches Schicksalsjahr: Zwei seiner Söhne fallen an der Front.
Im Zeichen der Kriegsniederlage und der sich ausbreitenden Revolution tritt Friedrich Ebert in die politische Verantwortung [Durchgang zu RAUM 6]. Am 9. November 1918 übernimmt er die Reichskanzlerschaft. Als führender Kopf der tags darauf gebildeten Revolutionsregierung aus SPD und der 1917 abgespaltenen USPD stellt er die Weichen in Richtung parlamentarische Demokratie. Trotz drängender Probleme und innenpolitischer Auseinandersetzung gelingt es, das drohende Chaos abzuwenden und grundlegende Reformen zu realisieren.

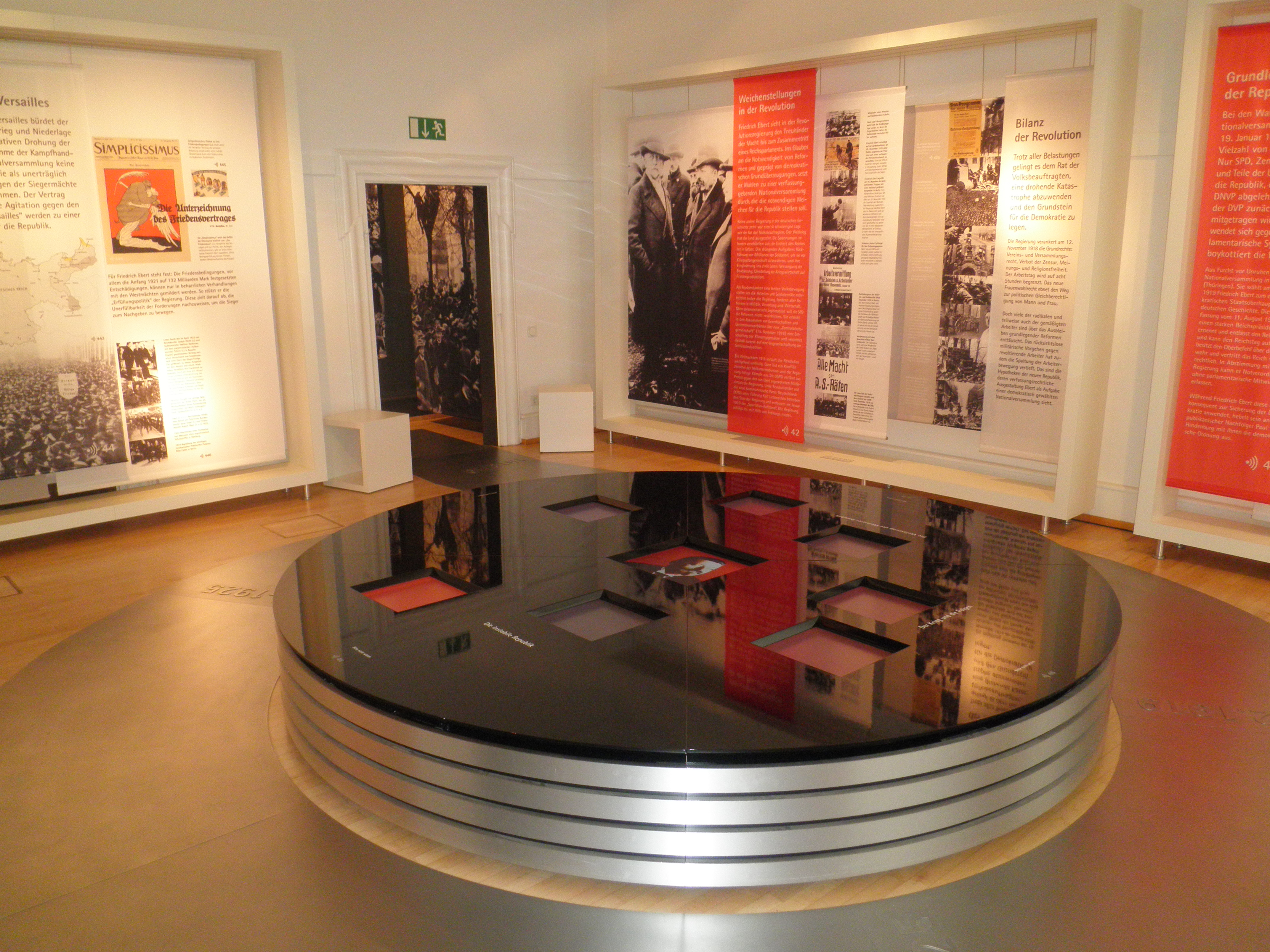
Blick in die Ausstellung: Raum 6

Am 11. Februar 1919 wählt die Weimarer Verfassunggebende Deutsche Nationalversammlung Friedrich Ebert zum Reichspräsidenten. Die Medieninstallation in RAUM 6 stellt das mit weitreichenden Rechten ausgestattete erste demokratisch gewählte Staatsoberhaupt des Deutschen Reiches in ihr Zentrum. Im RAUM 7 geht es um die Existenzkrise 1923, die nur unter konsequentem Einsatz der präsidialen Macht überwunden werden kann.
Dem Mann jenseits des Amtes, der nur wenig Einblicke in sein Privatleben gab, ist der Übergang zu RAUM 8 gewidmet, wo über Privatfotos die weithin unbekannte Seite Eberts erhellt wird. Auch als Repräsentant der Republik hält er sich eher im Hintergrund, setzt sich mit seinen öffentlichen Auftritten ohne Glanz und Gloria bewusst vom kaiserlichen Prunk ab. Doch große Teile der Bevölkerung trauern dem Kaiserreich nach. Einige wollen die junge Republik stürzen und inszenieren gegen den Reichspräsidenten, der für sie den ungeliebten neuen Staat als Symbolfigur verkörpert, eine schmutzige Verleumdungskampagne. Über 200 Prozesse führt Ebert zu seiner Ehrenrettung – nicht immer mit Erfolg [RAUM 9].
Am 28. Februar 1925 stirbt Friedrich Ebert infolge einer lange verschleppten Blinddarmoperation, die schließlich zu einer Bauchfellentzündung (Peritonitis) geführt hatte [RAUM 10]. Seine konsequente Politik hat wesentlich zur Stabilisierung der Weimarer Republik beigetragen. Nach seinem Tod jedoch und der Wahl von Generalfeldmarschall von Hindenburg zum Reichspräsidenten gewinnen die rechts- und linksextremistischen, republikfeindlichen Positionen zunehmend die Oberhand. 1933 übergibt Staatspräsident von Hindenburg, der 1932 erneut gewählt worden war, die Regierungsgewalt den Nationalsozialisten. Diese errichten zielstrebig ihr zwölf Jahre währendes "tausendjähriges Reich", eine verbrecherische Diktatur. Eine Zeitschiene zum Abschluss gibt Einblick in die Erinnerung an Friedrich Ebert, dessen Politik in der Revolutionszeit 1918/19 und auch als Reichspräsident keineswegs unumstritten war, der aber mittlerweile als ein Gründungsvater der deutschen Demokratie anerkannt wird.